# Interjęzyk
Interjęzyk (ang. interlanguage, dosł. „język przejściowy”) – mowa osobnicza używana przez osobę uczącą się języka obcego, która nie opanowała jeszcze w pełni tego języka. Interjęzyk odznacza się pewnymi cechami języka obcego (np. użycie present simple), ale nie zawiera innych (np. użycie okresów warunkowych). Interjęzyk może ulec fosylizacji i zjawisku tzw. backslidingu.
Termin wprowadzony został przez Larrego Selinkera w 1972 roku.